# Pablo Nascimento Castro
Pablo Nascimento Castro (São Luís, 21 de junio de 1991) es un futbolista brasileño que juega en la demarcación de defensa para el C. R. Flamengo del Campeonato Brasileño de Serie A.

## Biografía
El 2 de febrero de 2024 fue anunciado como nuevo refuerzo del Botafogo hasta finales de año. Nada más llegar, sintió dolores en el muslo y no estuvo a disposición del entrenador hasta abril. Debutó el 21 de ese mes en la victoria por 5-1 sobre el E. C. Juventude, en el estadio Nilton Santos, en la tercera jornada del Campeonato Brasileño. Sin embargo, volvió a notar molestias musculares y abandonó el partido tras veinte minutos en el campo.

## Selección nacional
Hizo su debut con la selección de fútbol de Brasil el 12 de octubre de 2018 en un encuentro amistoso contra Arabia Saudita, partido que finalizó con un resultado de 0-2 a favor del combinado brasileño tras los goles de Alex Sandro y Gabriel Jesus.

## Clubes
| Club                       | País    | Año       | Partidos | Goles |
| -------------------------- | ------- | --------- | -------- | ----- |
| Ceará S. C.                | Brasil  | 2010-2011 | 15       | 0     |
| A. E. Tiradentes           | Brasil  | 2011      | 3        | 0     |
| Grêmio F.-B. P. A.         | Brasil  | 2012      | 0        | 0     |
| Avaí F. C.                 | Brasil  | 2013-2014 | 44       | 5     |
| A. A. Ponte Preta          | Brasil  | 2015      | 36       | 1     |
| F. C. Girondins de Burdeos | Francia | 2015-2017 | 18       | 1     |
| S. C. Corinthians (cedido) | Brasil  | 2017      | 50       | 2     |
| F. C. Girondins de Burdeos | Francia | 2017-2021 | 95       | 6     |
| F. C. Lokomotiv Moscú      | Rusia   | 2021-2022 | 31       | 2     |
| C. R. Flamengo             | Brasil  | 2022-2024 | 47       | 0     |
| Botafogo (cedido)          | Brasil  | 2024      | 1        | 0     |
| C. R. Flamengo             | Brasil  | 2025-     | 4        | 0     |

## Palmarés

### Campeonatos estatales
| Título              | Club              | Estado         | Año  |
| ------------------- | ----------------- | -------------- | ---- |
| Campeonato Cearense | Ceará S. C.       | Ceará          | 2011 |
| Campeonato Paulista | S. C. Corinthians | São Paulo      | 2017 |
| Campeonato Carioca  | C. R. Flamengo    | Río de Janeiro | 2024 |
| Campeonato Carioca  | C. R. Flamengo    | Río de Janeiro | 2025 |

### Campeonatos nacionales
| Título               | Club                  | País   | Año  |
| -------------------- | --------------------- | ------ | ---- |
| Serie A              | S. C. Corinthians     | Brasil | 2017 |
| Copa de Rusia        | F. C. Lokomotiv Moscú | Rusia  | 2021 |
| Copa de Brasil       | C. R. Flamengo        | Brasil | 2022 |
| Campeonato Brasileño | Botafogo F. R.        | Brasil | 2024 |

### Campeonatos internacionales
| Título            | Club           | Sede         | Año  |
| ----------------- | -------------- | ------------ | ---- |
| Copa Libertadores | C. R. Flamengo | Guayaquil    | 2022 |
| Copa Libertadores | Botafogo F. R. | Buenos Aires | 2024 |